# Tuberkulos
Tuberkulos, ofta förkortad TBC, tbc eller TB, är en infektionssjukdom som vanligtvis orsakas av tuberkelbakterien Mycobacterium tuberculosis. Tuberkulos drabbar framför allt lungorna men kan även angripa organ som centrala nervsystemet, könsorganen, blodomloppet, skelettet, leder eller huden. Tuberkelbakterien upptäcktes och renodlades år 1882 av Robert Koch, som genom djurexperiment även påvisade att den var orsaken till tuberkulos. För denna bedrift tilldelades han Nobelpriset i fysiologi eller medicin år 1905.
De klassiska symtomen på tuberkulos är kronisk hosta med blodigt slem, feber, nattlig svettning och viktförlust. Infektion i andra organ kan ge en rad olika symtom beroende på vilket organ som är drabbat. Medicinsk diagnos av tuberkulos baseras främst på röntgenbilder av lungorna och tuberkulintest på huden. Mikroskopundersökning och bakterieodling av kroppsvätskor kan också användas. Tuberkulosbehandlingen är långvarig och omständlig och kräver många månaders intag av olika sorters antibiotika. Människans eget immunförsvar kan inte oskadliggöra tuberkelbakterien, utan i stället bildar makrofager och lymfocyter inflammatoriska härdar i lungorna, som går under namnet granulom. Ett granulom är en nisch där bakterier kan växa och spridas, eller där värdens immunförsvar försöker förhindra bakteriell spridning genom att bidra immunceller runt bakterierna. Tuberkulos förebyggs genom screeningtester och vaccinering, oftast med BCG-vaccin.
Tuberkulos sprids genom luften när människor med sjukdomen hostar, nyser eller spottar. En fjärdedel av världens befolkning har infekterats med M. tuberculosis och infektionstakten uppskattas till en person per sekund i världen. De flesta infekterade kommer dock aldrig att utveckla aktiv tuberkulos utan asymtomatisk latent infektion är den vanligaste formen. Omkring en på tio av dessa latenta infektioner utvecklas så småningom till en aktiv sjukdom som, om den inte behandlas, dödar mer än hälften av sina offer. Tuberkulosfallen är långt ifrån jämnt utspridda över världen. I många länder i Asien och Afrika har 80 procent av befolkningen positivt utslag i tuberkulintest, medan runt 5–10 procent har det i USA. Sjukdomen förekommer även hos djur och är en zoonos, alltså en sjukdom som är överförbar mellan djur och människor. Bland djur finns också de zoonosa formerna aviär tuberkulos (M. avium) och bovin tuberkulos (M. bovis).
I Sverige var BCG-vaccination tidigare allmänt rekommenderad, men sedan 1975 rekommenderas endast riskgrupper att vaccinera sig. De allra flesta som insjuknar i tuberkulos i Sverige idag (2015) har bakgrund i länder där tuberkulos fortfarande är vanligt förekommande.

## Historia

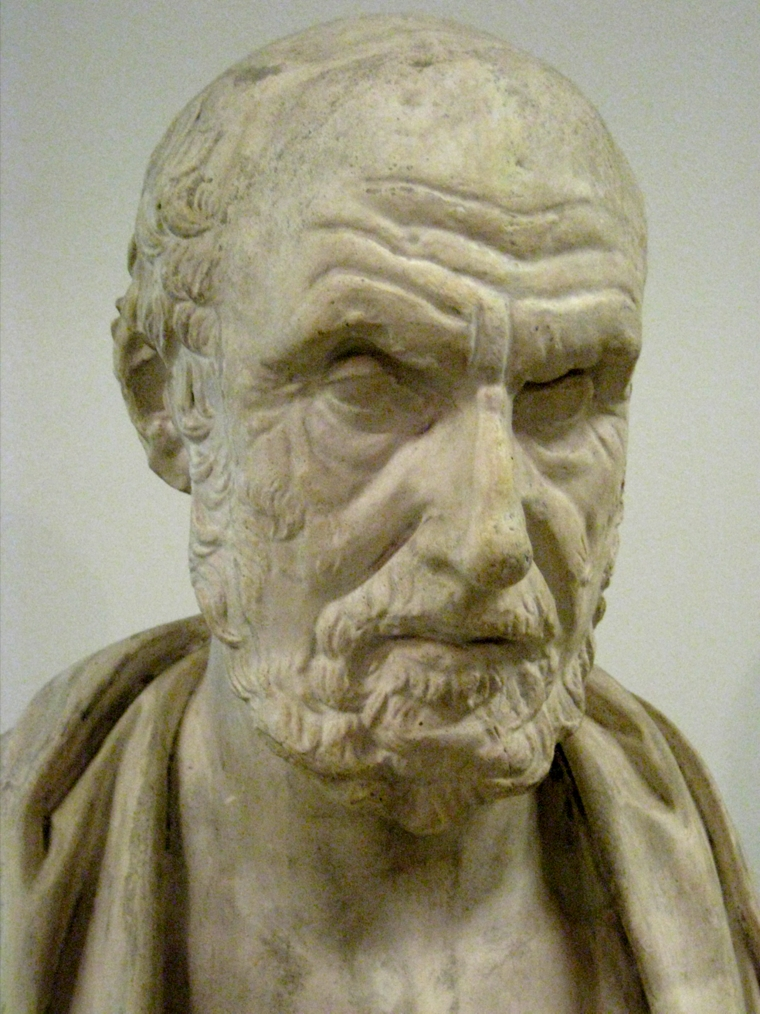
Omkring 460 f.Kr. identifierade Hippokrates phthisis (den grekiska termen för tuberkulos) som den mest utbredda sjukdomen på den tiden.

Tuberkulos har funnits hos människor sedan åtminstone forntiden. De tidigaste otvetydiga spåren av Mycobacterium tuberculosis är i lämningar av en 17 000 år gammal bison. Om tuberkulos har sitt ursprung hos boskap och överfördes till människor eller om de två tuberkulosformerna har en gemensam förfader hos en tidigare art är för närvarande oklart. Det är dock klarlagt att människans M. tuberculosis inte är en direkt avkomling till boskapens M. bovis, som tycks ha utvecklats senare. Skelettrester visar hur förhistoriska människor under neolitisk tid hade tuberkulos och spår av tuberkulos har även hittats i mumiers ryggrad från 3 000–2 400 f.Kr. Phthisis är en grekisk term för tuberkulos och Hippokrates identifierade omkring 460 f.Kr. phthisis som den mest utbredda sjukdomen på den tiden; den var nästan alltid dödlig, med feber och blodiga upphostningar som symtom. Genetiska studier indikerar att tuberkulos fanns i Amerika på 100-talet e.Kr. I Sydamerika var de första spåren av tuberkulos kopplade till Paracaskulturen (750 f.Kr–100 e.Kr.).
Den pulmonella formen som associeras med tuberkelbakterierna etablerades som en patologi av Richard Morton 1689, men på grund av att sjukdomen har så många symtom identifierades tuberkulos som en enskild sjukdom först under 1820-talet och sjukdomen benämndes "tuberkulos" först 1839 av Johann Lukas Schönlein. Mellan 1838 och 1845 tog ägaren av Mammoth Cave, John Croghan, med sig flera patienter som drabbats av tuberkulos till en grotta i hopp om att kunna bota sjukdomen med hjälp av en konstant temperatur och renande luft, men patienterna avled inom ett år. Hermann Brehmer öppnade det första sanatoriet för tuberkulos 1859 i Sokołowsko, Polen.
Hudtuberkulos kunde botas med ultravioletta ljusstrålar. För denna upptäckt fick Niels Ryberg Finsen nobelpris 1903. Vårdplatser där man kunde vistas i solljus ordnades och behandlingarna var positiva men försvann då medicin i stället ersatte ljusbehandlingen.

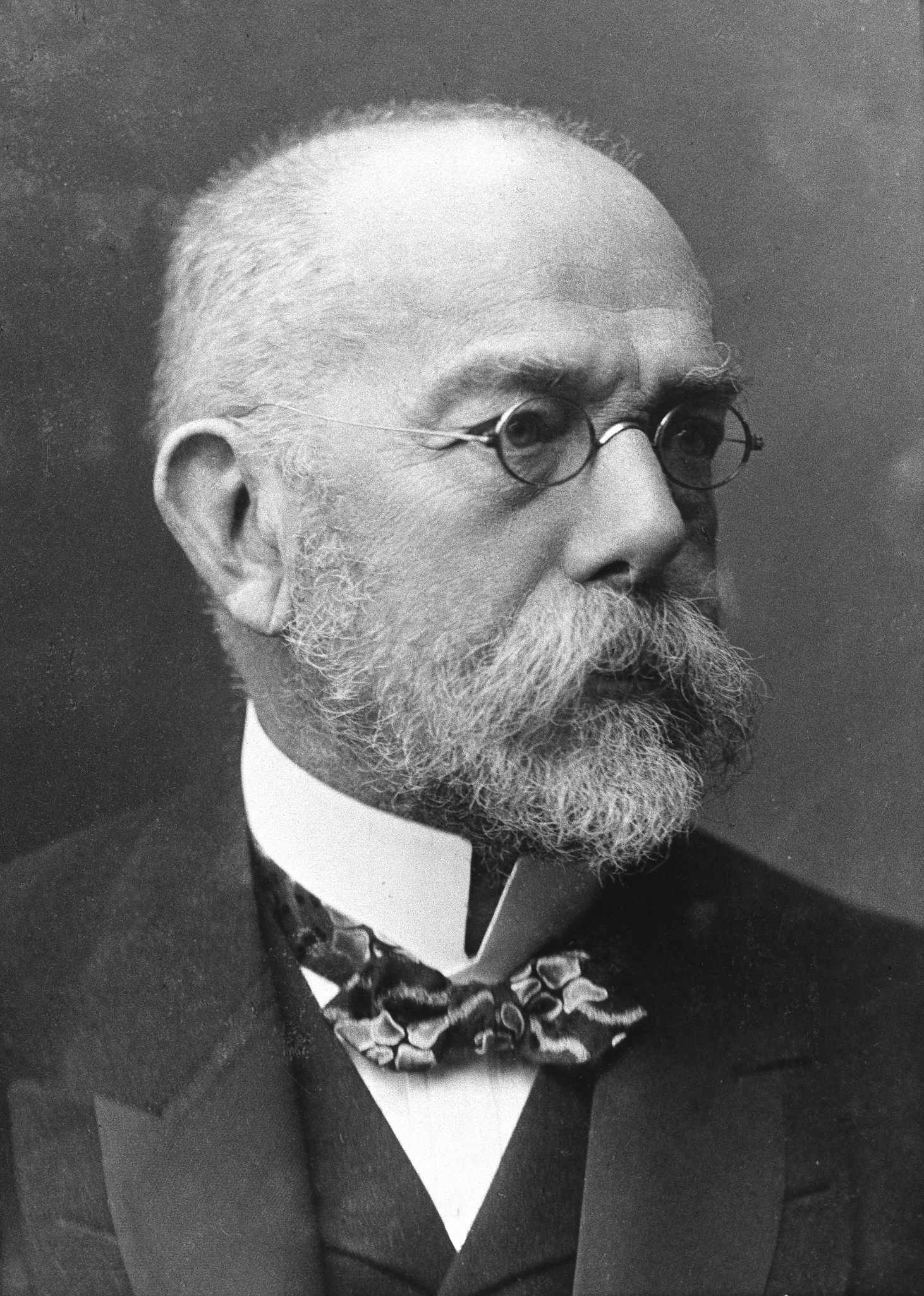
Robert Koch upptäckte och renodlade tuberkelbakterien Mycobacterium tuberculosis 1882 och för denna bedrift tilldelades han nobelpriset i fysiologi eller medicin 1905.

Tuberkelbakterien M. tuberculosis, orsaken till tuberkulos, upptäcktes och beskrevs av Robert Koch den 24 mars 1882 och för denna bedrift tilldelades han nobelpriset i fysiologi eller medicin 1905. Koch trodde inte att det fanns ett samband mellan boskaps och människors tuberkulossmittor, vilket fördröjde upptäckten av smittad mjölk som en orsak till sjukdomen (smittad mjölk som orsak till tuberkulos minskade drastiskt efter genombrottet med pastöriseringsprocessen). Koch introducerade 1890 ett glycerinextrakt av tuberkelbakterien som ett sorts botemedel för sjukdomen och han benämnde det "tuberkulin". Extraktet visade sig inte vara ett fungerande botemedel, men användes istället med framgång inom screeningtest för att tidigt kunna upptäcka tuberkulossymtom hos en patient.
År 1906 var Albert Calmette och Camille Guérin de första att uppnå riktiga framgångar med att immunisera mot tuberkelbakterien. De använde sig av en försvagad stam av M. bovis för att skapa vaccinet Bacillus Calmette-Guérin (BCG). Detta vaccin användes för första gången på människor 1921 i Frankrike, men fick sitt stora genombrott i USA, Storbritannien och Tyskland först efter andra världskriget.
Tuberkulos fick under 1800-talet och tidigt 1900-tal statusen som en endemisk sjukdom som spred sig bland de fattiga i städerna. Vart fjärde dödsfall i England 1815 var på grund av så kallad consumption, en gammal engelsk term för lungtuberkulos. Vart sjätte dödsfall i Frankrike 1918 var fortfarande orsakat av tuberkulos. Efter att det under 1880-talet hade fastställts att tuberkulos var en smittsam sjukdom påbörjades kampanjer i Storbritannien för att hindra folk från att spotta på offentliga platser. De fattiga som var smittade uppmanades att söka sig till sanatorier som till stor del påminde om fängelser (sanatorier för medel- och överklassen hade dock utmärkt service och erbjöd konstant medicinsk vård). I en undersökning från cirka 1916 visade det sig att hälften av de som skrivits in på sanatorium avled inom fem år.
I Europa började tuberkulosfallen öka under 1600-talet och de nådde sin topp under 1800-talet, när närmare vart fjärde dödsfall var orsakat av sjukdomen. Sjukdomens dödlighet hade minskat med nästan nittio procent under 1950-talet. Folkhälsan genomgick ständiga förbättringar och sjukdomens dödlighet minskade redan innan streptomycin och andra typer av antibiotika hade introducerats (det vill säga före 1946). Dock var tuberkulos fortfarande ett stort hot mot allmänheten, vilket märktes när Medical Research Council grundades i Storbritannien 1913 (vars ursprungliga fokus var forskning om sjukdomen). Det fanns under senare delen av 1900-talet ett hopp om att helt kunna utrota tuberkulos, men dessa förhoppningar grusade när fallen av antibiotikaresistens ökade under 1980-talet. Detta ledde till att tuberkulosfallen ännu en gång ökade och 1993 varnade Världshälsoorganisationen (WHO) för att tuberkulos kunde bli en global hälsorisk.

### Inom folktron
Före den industriella revolutionen kunde tuberkulos ibland betraktas som en form av vampyrism. När en medlem av en familj dog av sjukdomen, hade andra i familjen redan smittats och tynade i sin tur sakta bort; folk trodde att detta berodde på att den ursprungligen sjuke sög ut livskraften från de andra. Dessutom fanns det likheter mellan tuberkulossymtom och traditionella vampyrattribut. Tuberkulosoffer har ofta röda svullna ögon (och är därför överkänsliga för ljus), blek hy, låg kroppsvärme, svagt hjärta och blodig hosta. Enligt en annan folktro berodde tuberkulos på att man tvingades delta i älvors nattliga riter och att man därför tynade bort på grund av sömnbrist. Denna tro var vanligast där man såg en koppling mellan älvor och de döda. På samma sätt, men inte lika vanligt, troddes tuberkulos kunna bero på att häxor använde offren som riddjur på natten, vilket återigen ledde till sömnbrist.
Tuberkulos romantiserades under 1800-talet. Många trodde att tuberkulos orsakade euforiska känslor som kallades "spes phthisica" eller "den tuberkulossjukes hopp". Man trodde att tuberkulossjuka som var artister fick utbrott av kreativitet allt eftersom sjukdomen fortskred och även att de sjuka fick en sista energikick strax innan de dog, en kick som gjorde kvinnor vackrare och män mer kreativa. Under tidigt 1900-tal trodde en del människor att tuberkulos orsakades av onani.

### Historiska studier
Studier av tuberkulos kan härledas åtminstone till Avicenna på 1020-talet. Han var den förste läkaren som identifierade lungtuberkulos som en smittsam sjukdom, den förste att upptäcka kopplingen till diabetes och den förste att föreslå att tuberkulos kunde smitta genom kontakt med jord och vatten. Avicenna utvecklade metoden med karantän för att begränsa spridningen av tuberkulos. I antiken fokuserades behandlingen på de drabbades diet. Plinius den äldre beskrev flera metoder i sin Naturhistoria, däribland "varglever i tunt vin, späck från en sugga som har levt på gräs eller köttet från en åsninna i buljong".

## Symtom
| Huvudsymtomen vid pulmonell tuberkulos/lungtuberkulos (vänster) och de vanligaste organen som drabbas av sjukdomen utöver lungorna, det vill säga extrapulmonell tuberkulos (höger). |  | Huvudsymtomen vid pulmonell tuberkulos/lungtuberkulos (vänster) och de vanligaste organen som drabbas av sjukdomen utöver lungorna, det vill säga extrapulmonell tuberkulos (höger). |
| Huvudsymtomen vid pulmonell tuberkulos/lungtuberkulos (vänster) och de vanligaste organen som drabbas av sjukdomen utöver lungorna, det vill säga extrapulmonell tuberkulos (höger). |  | |

Ungefär 5–15 procent av de som lider av tuberkulos, men inte av HIV, utvecklar en aktiv variant av tuberkulos under sina livstider. I kontrast till detta utvecklar cirka 30 procent av de som redan är smittade av HIV en aktiv variant av tuberkulos under sina livstider. Tuberkulos kan drabba alla kroppsdelar, men är oftast centrerad till lungorna (så kallad pulmonell tuberkulos eller lungtuberkulos). Extrapulmonell tuberkulos (det vill säga tuberkulos utanför lungorna) är normalt inte smittsam, men den kan samexistera med pulmonell tuberkulos som är smittsam.

### Pulmonell tuberkulos (lungtuberkulos)
Om sjukdomen blir aktiv kan upp mot 90 procent av fallen ske i lungorna; cirka 25 procent av den smittade befolkningen uppvisar inga som helst symtom (det vill säga de lider av en asymtomatisk latent infektion). Symtomen inkluderar bröstsmärtor, blodstörtning och långvarig hosta i mer än tre veckor. Systemiska symtom är feber, frossa, nattliga svettningar, aptitförlust, viktförlust, blekhet, kraftlöshet och en tendens att lätt bli utmattad. Även trumpinnefingrar kan drabba den som lider av tuberkulos. I sällsynta fall kan infektionen drabba lungartären och resultera i ett massivt artärbråck. Tuberkulos kan utvecklas till en kronisk sjukdom och orsaka omfattande skador på lungornas övre lober; de övre loberna drabbas oftare av sjukdomen än de undre. Anledningen till detta är inte helt klarlagt. Det kan bero på ett bättre luftflöde i de undre delarna av lungorna eller på sämre dränering av lymfvätska i de övre delarna av lungorna.

### Extrapulmonell tuberkulos (tuberkulos utanför lungorna)
I cirka 15–20 procent av de aktiva fallen sätter sig infektionen någon annanstans än i lungorna och orsakar andra former av tuberkulos, som tillsammans kallas för extrapulmonell tuberkulos. Detta inträffar oftare hos små barn och personer med försvagat immunsystem. Hos dem som tidigare lider av HIV och som sedan drabbas av tuberkulos får mer än 50 procent extrapulmonell tuberkulos. Organ som ofta drabbas är centrala nervsystemet (meningit), lymfsystemet (halsskrofler), ben och leder (Potts sjukdom eller en form av osteomyelit) och könsorganen. En särskilt allvarlig form av tuberkulos är miliartuberkulos, där sjukdomen sprids ut i kroppen via blodomloppet. Cirka 10 procent av fallen av extrapulmonell tuberkulos är miliartuberkulos.

## Bakterier som orsakar tuberkulos

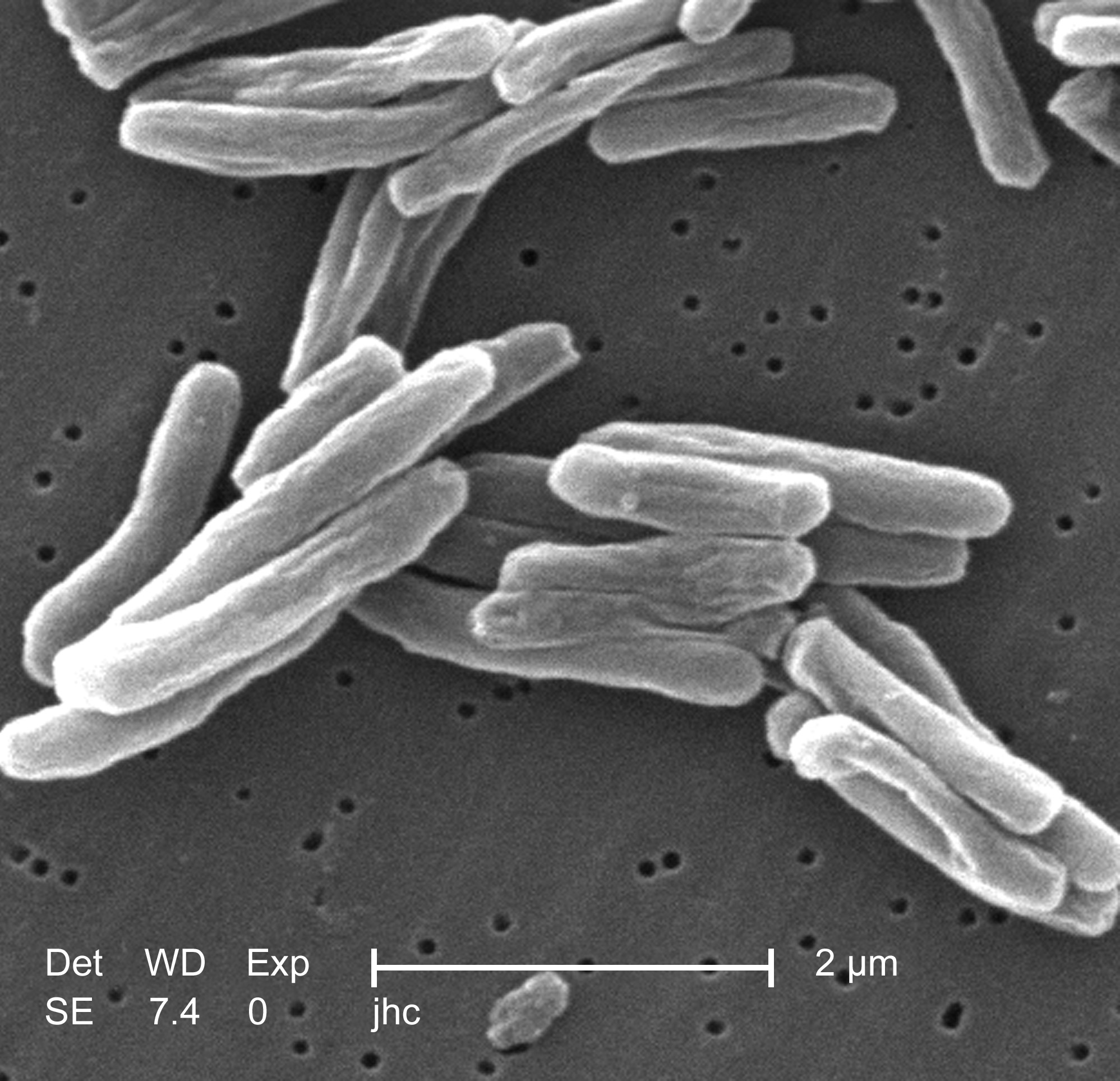
Svepelektronmikroskopbild av M. tuberculosis.

Den primära orsaken till tuberkulos, Mycobacterium tuberculosis, är en orörlig, aerob bakterie som delar sig var 16–20 timme, vilket är en mycket långsam delningstakt jämfört med många andra bakterier som ofta delar sig en gång i timmen eller mer. M. tuberculosis tillhör släktet mykobakterier och de har ett yttre membran som är uppbyggt av ett dubbelskikt av lipider. Därför fungerar gramfärgning dåligt på M. tuberculosis, då den antingen bara färgas svagt eller inte håller kvar färgen (vilket beror på de lipider och den mykolsyra som cellen är uppbyggd av). M. tuberculosis är en liten stavformad bacill som kan motstå svaga desinfektionsmedel och överleva som torra sporer i flera veckor. I naturen kan bakterien bara växa inuti celler, men det går att odla den i laboratorium.
M. tuberculosis kan identifieras i mikroskop med hjälp av histologisk färgning av upphostat slem. Eftersom M. tuberculosis behåller vissa färgningar efter syrabehandling klassas den som en syrafast bakterie. Den vanligaste syrafasta färgningstekniken (Ziehl–Neelsen) färgar M. tuberculosis klarröd, vilket gör att den tydligt syns mot en blå bakgrund. Andra sätt att visualisera den inkluderar auramin-rhodamin-färgning och fluorescent mikroskopi.

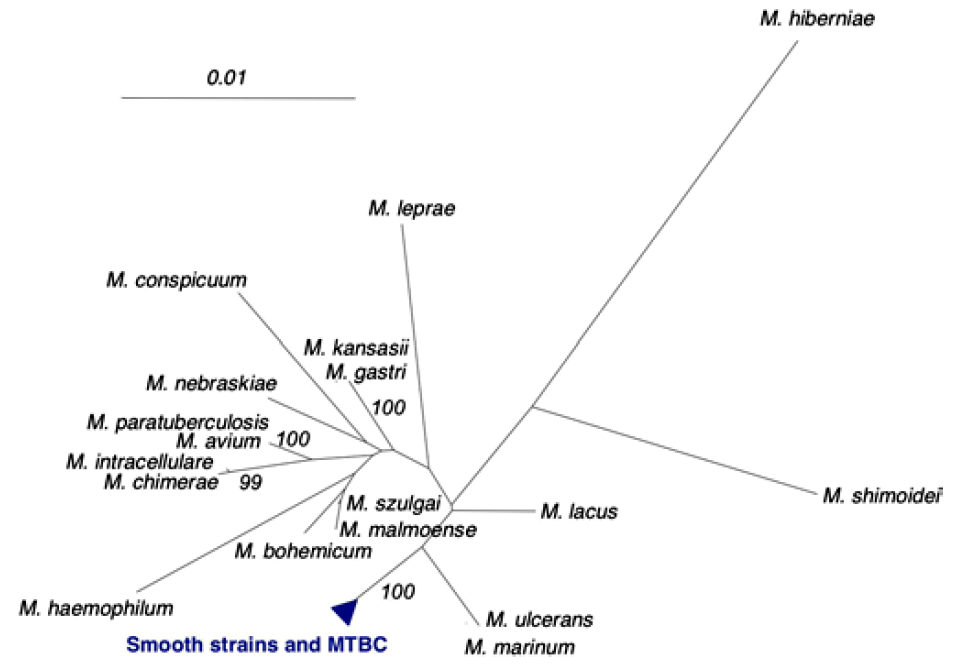
Släktträd för mykobakterierna.

Andra mykobakterier som är nära besläktade med M. tuberculosis kan också orsaka tuberkulos. Dessa inkluderar:
- M. africanum
- M. bovis
- M. canetti
- M. microti

M. africanum är inte särskilt utbredd över världen, men i delar av Afrika står den för en märkbar andel av tuberkulosfallen. M. bovis är, som namnet anger, främst förknippad med tuberkulossmitta hos nötkreatur och var tidigare vanlig även hos människor via bland annat smittad mjölk. Dock innebar pastöriseringen av mjölk att den smittkällan mer eller mindre eliminerades, åtminstone i industriländerna. M. canetti är ovanlig och verkar endast vara begränsad till Afrikas horn, även om enstaka fall har upptäckts hos afrikanska emigranter. M. microti är även den ovanlig och påträffas mest hos människor med försvagat immunsystem, även om det är möjligt att dess förekomst har underskattats.
Andra kända sjukdomsalstrande mykobakterier inkluderar M. leprae, M. avium och M. kansasii. Som namnet anger är M. leprae huvudorsaken till spetälska (även kallat lepra). De andra två andra mykobakterierna orsakar varken tuberkulos eller spetälska, men kan orsaka lungsjukdomar som påminner om tuberkulos.

### Evolution
Tuberkulos har en lång historia av samevolution med människan. Sjukdomen har definitivt förekommit hos människor i tusentals år, möjligtvis i miljoner år; dock är de äldsta mänskliga fossilerna som visar spår av tuberkulos 9 000 år gamla. Under den här utvecklingen har M. tuberculosis förlorat ett antal regioner i sitt genom, såväl kodande som icke-kodande DNA, och dessa förluster kan användas för att särskilja olika bakteriestammar. Olika stammar av M. tuberculosis förekommer i olika geografiska områden så de genetiska skillnaderna kan användas för att spåra ursprung och spridning av en bakteriestam.

## Smitta och riskgrupper
| En fransk affisch från cirka 1910-talet (vänster) och en amerikansk affisch från 1920-talet (höger) som båda syftar till att försöka stoppa spridningen av tuberkulos. |  | En fransk affisch från cirka 1910-talet (vänster) och en amerikansk affisch från 1920-talet (höger) som båda syftar till att försöka stoppa spridningen av tuberkulos. |
| En fransk affisch från cirka 1910-talet (vänster) och en amerikansk affisch från 1920-talet (höger) som båda syftar till att försöka stoppa spridningen av tuberkulos. |  | |

När en som lider av aktiv lungtuberkulos hostar, nyser, pratar eller spottar utslungas små smittsamma droppar (0,5-5 µm i diameter), där en enda nysning kan sprida upp till 40 000 av dessa droppar. Varje droppe kan infektera en annan människa eftersom den dos som behövs för att starta en infektion är mycket liten; att andas in färre än tio bakterier kan räcka för att bli smittad. Sjukdomen kan även spridas genom kött eller mjölk från infekterade kor.
Personer med långvarig, ofta förekommande eller intim kontakt med smittbärare löper särskilt hög risk att bli smittade, upp till 22 procents risk. En person med aktiv obehandlad tuberkulos kan smitta 5–15 andra personer om året. Andra grupper som riskerar smitta är:
- de som bor i områden där tuberkulos är vanligt förekommande
- sprutnarkomaner som injicerar under ohygieniska förhållanden
- de som bor eller arbetar under trånga förhållanden, med låga inkomster och med otillräcklig tillgång till sjukvård
- vissa minoritetsbefolkningar
- barn vars föräldrar tillhör högriskkategorier
- personer med nedsatt immunförsvar på grund av AIDS eller immunosuppressiva läkemedel
- personer som exponeras för kvarts i sitt arbete
- personer som genomgår långvarig kortikosteroidbehandling
- vårdpersonal som vårdar patienter i högriskkategorier
- personer som lider av cancer i huvud och/eller hals
- de med hematologiska och retikulo-endoteliala sjukdomar (såsom leukemi och Hodgkins lymfom)
- personer som lider av vissa njursjukdomar
- personer med brist på D-vitaminer[63]
- de som har låg kroppsvikt[5][39]
- personer som lider av malabsorption, näringsbrist,[8] dammlunga[64] eller diabetes[65] (personer som lider av diabetes svarar sämre på behandling på grund av sämre upptagning av medicin[66])
- alkoholister[8] och rökare[67]

Bara personer med aktiv tuberkulos är smittsamma, inte de som bär en latent infektion. Sannolikheten för smitta beror på hur många smittsamma droppar den sjuke sprider omkring sig, hur bra ventilationen är, hur lång tid personen blir utsatt för smitta och hur smittsam den aktuella bakteriestammen är. Smittkedjan kan därför brytas genom att isolera patienter med aktiv tuberkulos och ge dem effektiv antibiotikabehandling. Efter två veckors behandling är patienter normalt inte längre smittsamma, förutsatt att bakterierna inte är antibiotikaresistenta. Om en person blir smittad tar det som regel tre till fyra veckor innan denna i sin tur kan smitta andra.
Tvillingstudier under 1940-talet visade på att mottagligheten för tuberkulos var ärftlig. Om en tvilling fick tuberkulos var risken större för den andra tvillingen, om de var enäggstvillingar än om de var tvåäggstvillingar. Sedan dess har specifika genetiska polymorfismer i IL12B sammankopplats med tuberkulossusceptibilitet. Vissa läkemedel, bland annat mediciner mot reumatoid artrit som verkar genom att blockera cytokinet tumörnekrosfaktor-alfa, ökar risken för att en latent infektion aktiveras beroende på den betydelse detta cytokin har för immunsystemet.

## I världen
Infektionsfrekvensen är mycket ojämnt fördelad globalt och år 2015 var 60% av alla kända fall i bara sex länder: Indien, Indonesien, Kina, Nigeria, Pakistan och Sydafrika. Samma år insjuknade 10,4 miljoner människor varav runt 20% hade chans till att få en antibiotikabehandling. Uppskattningsvis dödade sjukdomen cirka 1,4 miljoner människor under det året.

### Danmark
I Danmark registreras omkring 300-400 nya tuberkulosfall om året. Två tredjedelar är födda i länder med en hög utbredning av tuberkulos och många av dessa har smittats i sitt hemland.

### Finland
Finland hade på 1930-talet fortfarande över 8 000 dödsfall om året i tuberkulos, men kunde genom en världsledande tuberkulosbekämpning i stort sett lösa sjukdomsproblemet till början av 1970-talet. År 2018 hade antalet inträffade fall minskat till cirka 300 om året med få dödsfall och mer än hälften av fallen upptäcktes hos personer som invandrat. På grund av den gynnsamma utvecklingen i Finland ges tuberkulosvaccin sedan 2006 bara till riskgrupper, till exempel barn som flyttar eller reser till ett tuberkulostätt område. Motsvarande gäller för Sverige sedan 1975.

### Norge
År 2016 rapporterades 298 fall av tuberkulos varav 90% var födda utomlands.

### Sverige

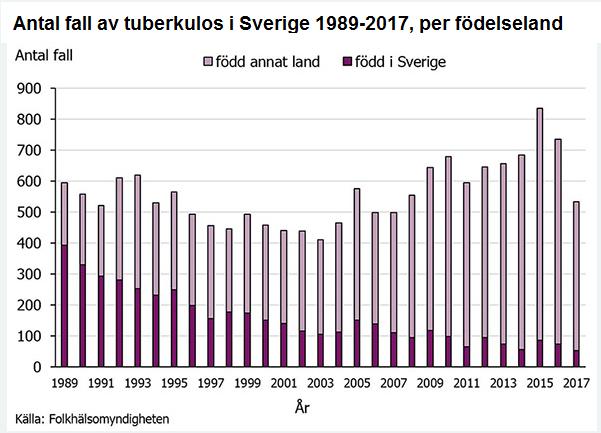
Antal fall av tuberkulos i Sverige 1989-2017 per födelseland

Mot slutet av 1900-talet var tuberkulos nästan utrotad i Sverige, men efter globalisering, flyktingmottagande och invandring hade sjukdomen börjat öka igen under 2000-talets första årtionde. Ökningen utgjordes i första hand av individer som smittats före sin ankomst till Sverige. År 2007 rapporterades 497 nya fall av tuberkulos, varav enskilt största gruppen utgjordes av somalier. Ökningen fortsatte med 554 fall år 2008 och 643 fall år 2009 då fortsatt utlandsfödda från länder på Afrikas horn var överrepresenterade.
De allra flesta som numer insjuknar i TBC i Sverige kommer från länder där TBC fortfarande är vanligt. De svenskar som insjuknar är företrädesvis äldre, över 60 år, och har sannolikt smittats i barndomen.
Under 2015 anmäldes 835 nya fall av tuberkulos i Sverige, vilket innebar en ökning med 22% jämfört med 2014. Av de 835 fallen blev 97 smittade i Sverige.
Under 2016 rapporterades 421 fall av Folkhälsomyndigheten från 1 januari till 30 juni, varav 48% var födda i Afrika, 25% födda i Asien (främst Afghanistan) och 10% var födda i Sverige. Av de 421 var 32% kvinnor eftersom könsfördelningen på invandringen dominerades av unga män och TBC drabbar främst yngre vuxna i länder med pågående epidemier.

### Tyskland
År 2014 rapporterade Robert Koch Institut att 4488 fall noterades, vilket motsvarade en frekvens på 5,6 fall per 100 000 invånare. Detta var 3,9% högre än föregående år och var i storleksordning liknande antalet för 2008-2009. Ökningen följde ökningarna från föregående åren 2012 och 2013 vilket indikerade att den långa trenden med sjunkande antal fall av TBC hade brutits. Frekvensen var högst i åldersgrupen 20-24 år med 9,6 fall per 100 0000. Frekvensen för utländska medborgare var 33,6 per 100 000, 13 gånger högre än för tyska medbogare (2,5 per 100 000) en diskrepans som var högre än föregående år. Ökningen fortsatte åren 2015-2017.
Andelen patienter födda utomlands ökade från föregående år, från 57,0% år 2013 till 62,4% år 2014. De vanligaste födelseländerna inkluderade Somalia, Turkiet och Rumänien. Det vanligaste födelselandet för patienter med multiresistent tuberkulos var länder i före detta Sovjetunionen.

## Diagnos

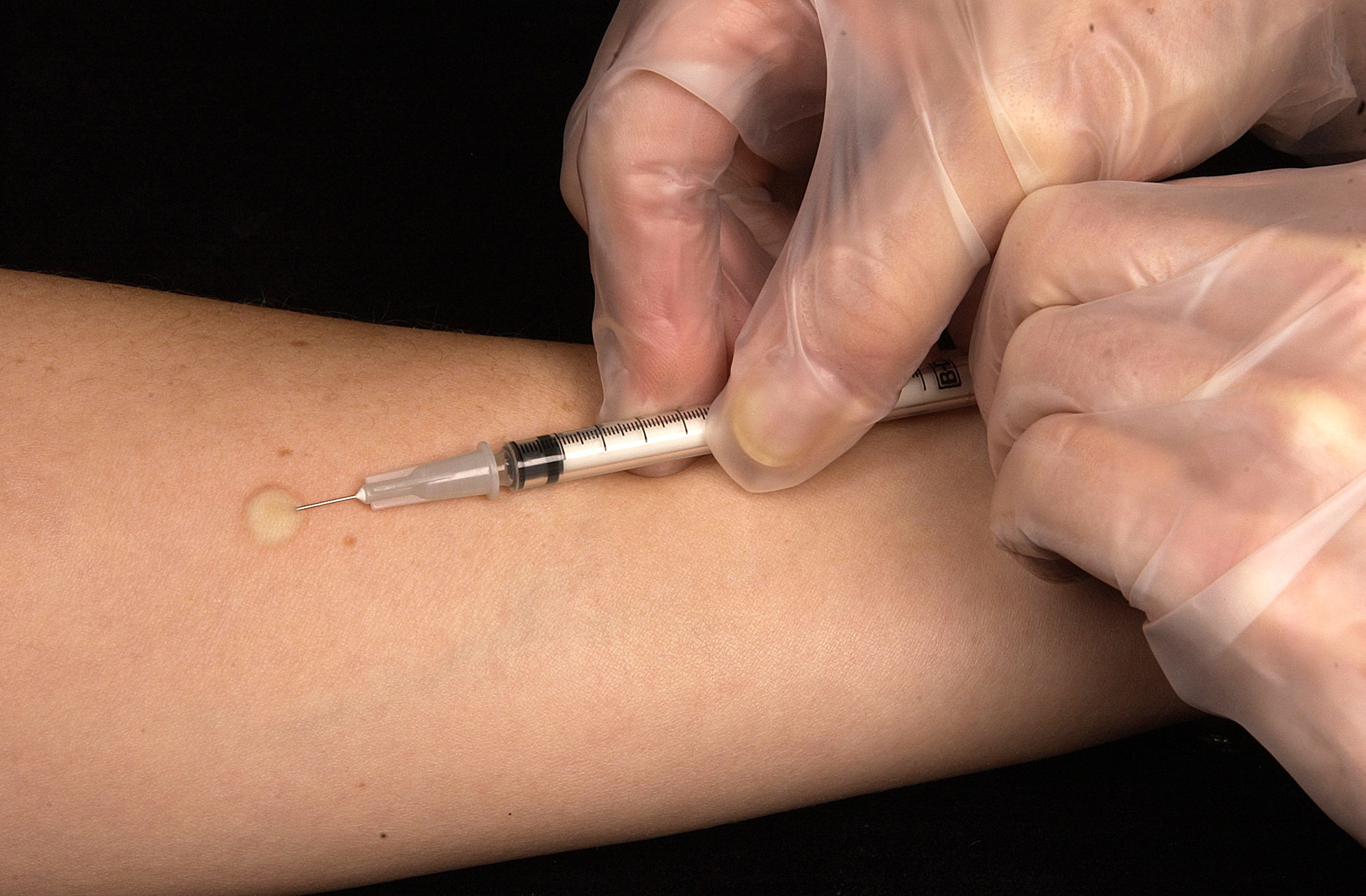
En patient genomgår ett Mantouxtest.

### Aktiv smitta
Att diagnostisera en aktiv tuberkulossmitta baserat enbart på smittotecken och symtom är svårt, likaså är det att diagnostisera dem som lider av immunsuppression. En diagnos bör dock göras på de personer som lider av någon sorts lungsjukdom som har pågått i mer än två veckor. Lungröntgen skall göras tillsammans med undersökningar av sputumodlingar för syrafasta baciller. En definitiv diagnos av tuberkulos görs genom att identifiera M. tuberculosis i ett kliniskt prov (till exempel via sputum, var eller en biopsi). Det främsta problemet med att diagnostisera tuberkulos är att bakterien är mycket svårodlad och förökar sig långsamt; en sputumodling kan ta 2–6 veckor att odla fram i ett laboratorium. En komplett tuberkulosundersökning måste inkludera en medicinsk historia, en fysisk undersökning, en lungröntgen och en bakterieodling. Ett Mantouxtest, uppkallat efter den franske läkaren Charles Mantoux, kan även ingå; Mantouxtestet benämns även tuberkulinprov. Detta är ett serologiskt test som går till så att PPD (purified protein derivative) injiceras under huden. Om detta ger en immunreaktion har patienten antikroppar mot tuberkulos. Tolkningen av Mantouxtestet beror på patientens riskfaktorer och eventuella immunproblem samt på om patienten tidigare blivit vaccinerad mot tuberkulos med BCG-vaccin. Även nukleinsyratest och adenosindeaminastest har visat sig kunna skynda på diagnosen av tuberkulos.

### Latent smitta
En latent smitta diagnostiseras för närvarande hos icke-vaccinerade personer genom Mantouxtestet, som då ger upphov till en fördröjd hypersensitivitetsreaktion. De som är vaccinerade eller tidigare blivit botade från tuberkulos reagerar dock på samma sätt som infekterade, varför testet måste tolkas med försiktighet särskilt vad gäller personer från länder där vaccination är vanligt. Mantouxtestet kan alltså producera falska positiva svar hos botade och vaccinerade personer, men även falska negativa svar förekommer särskilt om patienten samtidigt lider av både tuberkulos och Hodgkins lymfom, sarkoidos eller undernäring. Nya typer av tuberkulintest håller på att utvecklas med förhoppningen att man ska få fram test som är billigare, snabbare och pålitligare. De inkluderar PCR-detektion av bakterie-DNA och tester som mäter det gammainterferon som utsöndras som svar på mykobakterieproteiner såsom ESAT-6. Dessa test reagerar inte på vaccinerade personer och inte heller på mykobakterier i den omgivande miljön, så de förväntas ge färre falska positiva prover. Utvecklingen av snabba och billiga test skulle vara särskilt värdefulla i utvecklingsländer.

## Sjukdomsförlopp

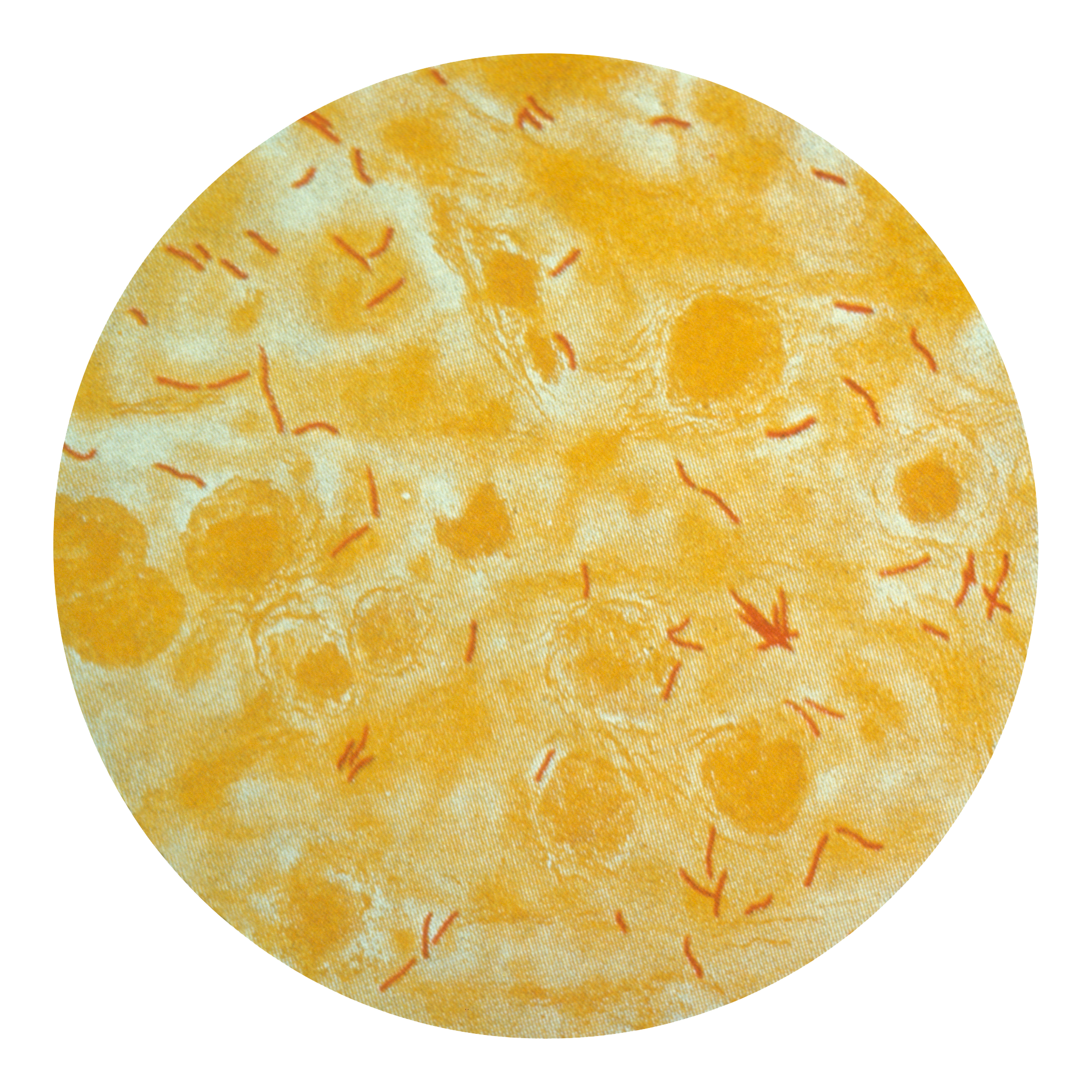
M. tuberculosis (rödfärgad) i en sputumodling.

Omkring 90 procent av de som infekterats med M. tuberculosis får en asymtomatisk latent tuberkulossmitta med bara 10 procent sannolikhet att den latenta infektionen utvecklas till aktiv tuberkulossjukdom. Dock är dödligheten mer än 50 procent för dessa aktiva tuberkulosfall om de inte behandlas.
En tuberkulossmitta påbörjas när bakterien når lungblåsorna, där den invaderar och förökar sig inuti endosomerna hos alveolära makrofager. Den primära smittopunkten i lungorna kallas "Ghon-fokus" och ligger vanligtvis antingen i den övre delen av den nedre lungloben eller i den nedre delen av den övre lungloben. Bakterierna fångas upp av dendritiska celler som inte tillåter dem att föröka sig, även om dessa celler kan transportera bakterierna till de lokala mediastinala lymfnoderna. Därifrån kan bakterierna sprida sig genom blodomloppet vidare till andra vävnader och organ där sekundära infektioner kan utvecklas, vilket kallas för "Simon-fokus". Vanliga platser för sekundärsmitta är andra delar av lungorna särskilt toppen av övre lungloben, perifera lymfnoder, njurar, hjärna och skelett. Alla organ i kroppen kan drabbas av sjukdomen, men sällan hjärtat, muskler, bukspottkörteln och sköldkörteln.
Tuberkulos klassas som ett granulomatöst inflammatoriskt tillstånd. Makrofager, T-celler, B-celler och fibroblaster är bland de celler som samlas för att skapa ett granulom, där lymfocyterna omringar de infekterade makrofagerna. Granulomet inte bara hindrar bakterierna från att spridas utan det tillhandahåller också en miljö där immunsystemets celler kan kommunicera. Inom granulomet utsöndrar T-celler (CD4+) cytokiner såsom gammainterferon, vilket aktiverar makrofager som förstör bakterierna som de är infekterade med.
T-celler (CD8+) kan också direkt döda smittade celler. Det är viktigt att notera att bakterierna inte alltid elimineras i ett granulom. De kan istället komma in i ett vilande tillstånd, vilket resulterar i en latent smitta. Ett annat kännetecken på granulom i tuberkulos är celldöd inuti tuberklerna. För blotta ögat ser det döda materialet ut som mjuk vit ost, vilket beskrivs med termen kaseös nekros. Om tuberkulosbakterier kommer ut i blodomloppet från den skadade vävnaden kan de sprida sig i kroppen och starta nya infektioner på många ställen, som alla visar sig som små vita tuberkler i vävnaden. Detta är en mycket allvarlig form av sjukdomen som kallas för miliartuberkulos. Patienter med den här utbredda formen av tuberkulos har en dödlighet på 20 procent även med intensiv behandling.
Hos många patienter kan sjukdomen gå fram och tillbaka, så att läkande och fibros balanserar vävnadsskador och celldöd. Den infekterade vävnaden ersätts av ärrvävnad och hålrum fyllda med det vita ostliknande nekrotiska materialet. När sjukdomen är aktiv öppnas en del av dessa hålrum mot luftkanalerna i lungorna, vilket gör att materialet kan hostas upp. Det innehåller levande bakterier och kan därför smitta omgivningen. Behandling med lämpliga antibiotika dödar bakterierna och låter vävnaden läkas, men även när sjukdomen är helt botad finns det fortfarande ärrvävnad kvar i de drabbade områdena.
Progression från latent infektion till aktiv tuberkulossjukdom inträffar när bakterierna övervinner immunsystemets försvar och börjar föröka sig. Vid primär tuberkulos (cirka 1–5 procent av fallen) händer detta bara en kort tid efter att en person smittats. I en majoritet av fallen leder dock smittan först till en latent infektion utan uppenbara symtom. Latent tuberkulos utvecklas till aktiv sjukdom i 2–23 procent av fallen, ofta många år efter smittotillfället. Risken för reaktivering av latent tuberkulos ökar vid svagheter i immunsystemet till exempel hos HIV-positiva. Saminfektion mellan tuberkulos och HIV ökar risken att tuberkulosen aktiveras till 10 procent per år.

## Behandling

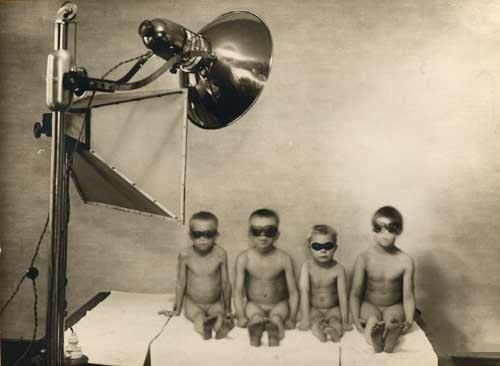
Tuberkulosbehandling i Kuopio, Finland den 3 mars 1934.

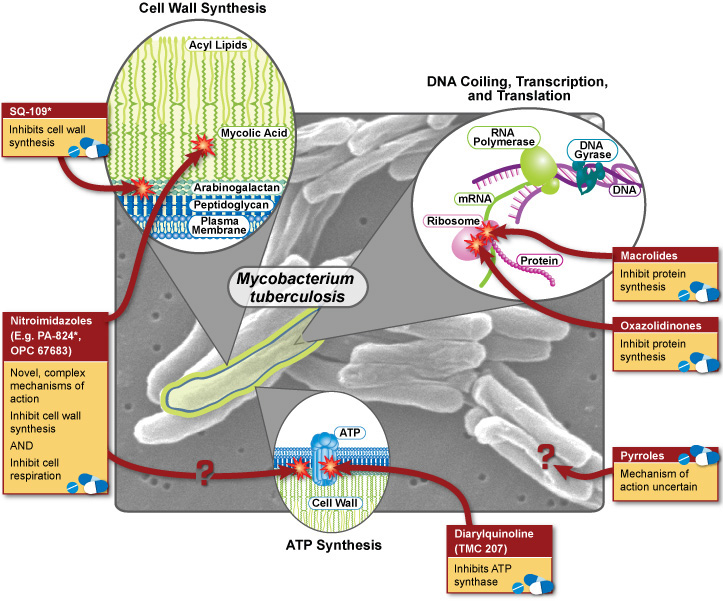
Läkemedel för behandling av tuberkulos.

### Sanatorievård

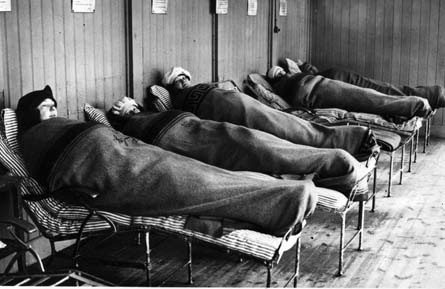
Tuberkulospatienter på Söderby sanatorium 1927.

Länge behandlades tuberkulos på särskilda sjukhus, sanatorier. Behandlingen bestod av den klassiska "hygienisk-dietetiska" sanatoriekuren, utarbetad av tyskarna Hermann Brehmer och Peter Dettweiler, och denna behandling ansågs öka den naturliga resistensen mot sjukdomen. I kuren ingick vila, frisk luft och näringsriktig mat. Sanatorierna försvann i mitten av 1900-talet, då de första effektiva läkemedlen (streptomycin och paraaminosalicylsyra, PAS) hade lanserats. Dessutom minskade insjuknandefrekvensen i tuberkulos tack vare BCG-vaccinet.

### Kirurgisk behandling
Det är ovanligt att kirurgisk behandling tillgrips under 2000-talet eftersom den inte botar sjukdomen utan enbart i bästa fall kan dämpa sjukdomens vidare progress. Förr var det kollapsterapi som utfördes medan det numer är resektion av del av lunga som angripits.

#### "Kollapsterapi"
Kollapsterapi har närmast historiskt intresse som förr utfördes. "Kollapsterapi" (gassprängning av lungtrakten) som gick till på så sätt att man först lossade lungan genom en operation, sedan stack man in en tjock nål mellan revbenen och gasade området där lungan normalt skulle ligga för att trycka ned den, vilket gjordes cirka en gång i månaden under flera års tid. På detta sätt sattes lungan "ur bruk" och såren i den fick tid att läka. Kollapsterapi leder dock till livslång och kraftigt nedsatt lungfunktion och behandlingen utförs mycket sällan i dag och då vid sjukdom med bakterier som har komplexa resistensmönster, då den till skillnad från antibiotika inte botar sjukdomen, utan bara lindrar förloppet.

#### Resektion
Resektion av en del av angripen lunga är en ovanlig åtgärd som kan tillgripas när kemoterapi är otillfredsställande på grund av framför allt multiresistens. 

### Kemoterapi
Tuberkulos behandlas i första hand med antibiotika för att döda bakterierna och de två antibiotika som används mest är rifampicin och isoniazid. Resistensutveckling har medfört ökande svårigheter att bota sjukdomen hos smittade personer och WHO har publicerat särskilda behandlingsanvisningar för resistenta bakteriestammar. Mot andra sjukdomar brukar en kort antibiotikakur räcka, men vid tuberkulos krävs en mycket längre behandling (6–12 månaders kontinuerlig antibiotikabehandling) för att helt eliminera bakterierna ur kroppen. Behandling av latent tuberkulos använder vanligtvis bara en sorts antibiotikum medan aktiv tuberkulos bäst behandlas med en kombination av flera (ofta tre-fyra) sorter för att minska risken att bakterierna utvecklar resistens. Människor med latent tuberkulos behandlas för att hindra att sjukdomen blir aktiv senare i livet. En behandling med rifampicin och pyrazinamid är dock inte ofarlig. Det amerikanska smittskyddsinstitutet Centers for Disease Control and Prevention (CDC) ändrade 2003 sina rekommendationer beträffande behandling av latent tuberkulos, på grund av allvarliga leverskador som alltför vanliga biverkningar av behandlingen.
Antibiotikaresistens är ett vanligt problem vid tuberkulosbehandling och resistenta bakterier sprids på samma sätt som vanliga tuberkulosbakterier. När en människa infekteras med redan resistenta bakterier kallas detta primär resistens. Hos en människa som smittats med normalt antibiotikakänsliga bakterier kan istället sekundär resistens utvecklas under antibiotikabehandling, särskilt om behandlingen inte genomförs fullt ut. Luckor och avbrott i den långvariga behandlingen eller mediciner med låg kvalitet underlättar resistensutveckling. Det är därför mycket viktigt vid all antibiotikabehandling att nogsamt genomföra hela den föreskrivna behandlingen även om patienten redan känner sig frisk. Detta är ett extra svårt problem för tuberkulos eftersom behandlingen är så långvarig och kräver en kombination av flera dyra mediciner och för att patienten kan vara omotiverad eftersom denne redan känner sig frisk ganska snart efter att behandling påbörjats. I tredje världen är antibiotikaresistent tuberkulos ett allvarligt folkhälsoproblem eftersom tuberkulos är vanligt förekommande och många fattiga inte har råd att ta de dyra medicinerna månader i sträck. Multiresistent tuberkulos definieras som resistens mot de två mest effektiva medicinerna mot ickeresistent tuberkulos: rifampicin och isoniazid. Det finns sex typer av "reservmediciner" att använda mot multiresistent tuberkulos, men vissa tuberkulosvarianter kan vara resistenta mot tre eller fler av dessa. En av anledningarna till en kraftig ökning av multiresistent tuberkulos i vissa länder är att läkemedel mot denna smitta är receptfri och därför lättillgänglig.

## Prevention
Förebyggande och kontroll av tuberkulos sker längs två parallella spår: för det första ska tuberkulospatienternas kontakter identifieras och behandlas, särskilt de som tillhör högriskgrupper, och för det andra ska barn vaccineras för att skydda dem från sjukdomen. I tropiska områden är dock andra arter av mykobakterierna ganska vanliga. Dessa orsakar normalt inte tuberkulos, men kan ändå stimulera en persons immunförsvar till att utveckla viss motståndskraft mot sjukdomen. Eftersom människan är det enda värddjuret för M. tuberculosis skulle denna bakterie i princip vara möjlig att utrota, liksom hur smittkopporna utrotades, vilket skulle underlättas enormt av ett effektivt vaccin. Världshälsoorganisationen (WHO) förklarade tuberkulos för en global hälsofara 1993 och organisationen Stop TB Partnership utvecklade en global plan för att stoppa tuberkulos, där målet var att rädda 14 miljoner liv mellan 2006 och 2015; ett mål som var svårt att nå på grund av ökningen av både HIV-associerad och multiresistent tuberkulos.

### Vacciner

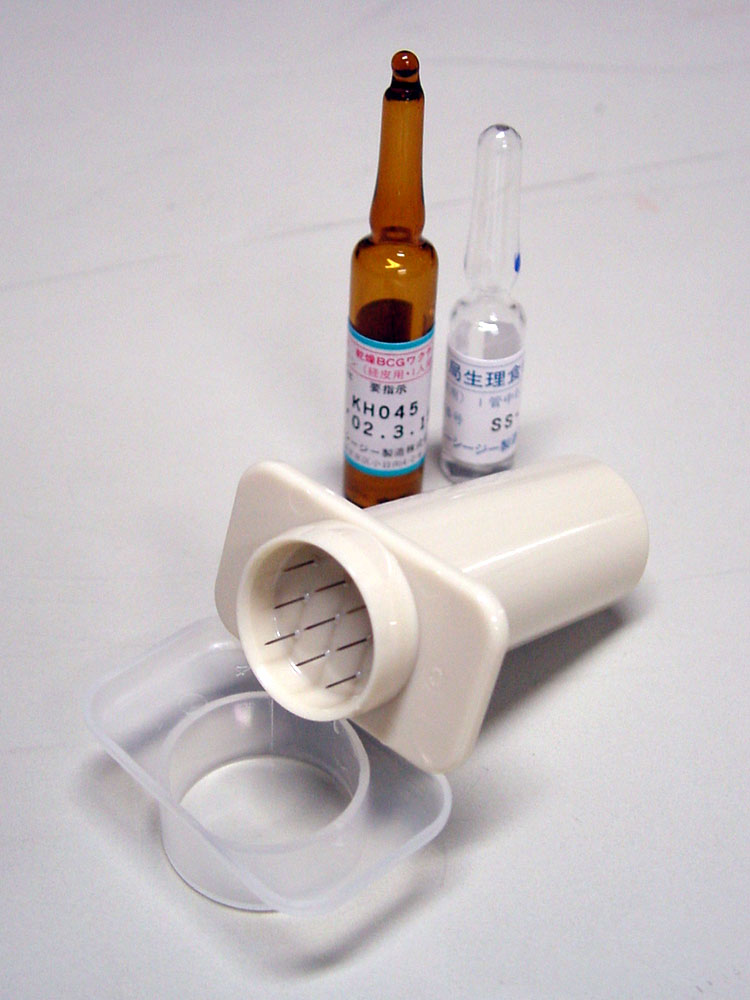
En asiatisk apparat, kallad "Kuchikis spruta" (管針), som används för BCG-vaccinering.

Många länder använder BCG-vaccinet som ett led i sin tuberkuloskontrollstrategi, då särskilt för barn. Enligt Världshälsoorganisationen är detta det mest använda vaccinet i världen, med 85 procent av barnen i 172 länder vaccinerade 1993. BCG, uppkallat efter Albert Calmette och Camille Guérin, var det första tuberkulosvaccinet och det utvecklades vid Pasteurinstitutet i Frankrike 1905–1921. Massvaccinering av barn påbörjades dock inte förrän efter andra världskriget. BCG-vaccinet ger skydd mot allvarliga former av tuberkulos hos barn, till exempel hjärnhinneinflammation, medan skyddet mot lungtuberkulos hos vuxna är mycket varierande (från 0–80 procent). I Sydafrika, det land som har den högsta förekomsten av tuberkulos i världen, ges BCG-vaccin till alla barn före tre års ålder. BCG är dock inte lika effektivt i områden där mykobakterier inte är så vanliga och därför vaccineras inte alltid hela befolkningen i sådana länder. Den allmänna vaccinationen av alla barn i Sverige upphörde 1975 och nu erbjuds vaccination bara till den som tillhör särskilda riskgrupper.
På grund av det varierande skyddet och det höga antalet tuberkulossmittade är det angeläget att ett nytt och mer effektivt vaccin utvecklas. Flera nya vacciner mot tuberkulos är därför under utveckling. Det första vaccinet som bygger på rekombinant DNA-teknik, rBCG30, genomgick klinisk prövning i USA 2004 och i november 2008 var fas I avklarad för vaccinet. En studie från 2005 visade att ett DNA-vaccin som gavs tillsammans med vanlig antibiotikabehandling påskyndar tillfrisknandet och skyddar mot återinfektion hos möss, något som då skulle kunna bli tillgängligt för människor om fyra eller fem år. Ett mycket lovande vaccin (MVA85A) baserat på genetiskt modifierade vacciniavirus, befann sig 2006 i klinisk prövning fas II i Sydafrika och under 2010 framkom det att några riktiga resultat av vaccinet inte var att vänta förrän tidigast 2015. Ett bakslag kom dock i februari 2013 när resultaten av vissa test av MVA85A visade sig vara "nedslående". Många andra strategier prövas också för att utveckla nya vacciner, däribland både subenhetsvacciner (molekyler sammansatta av två rekombinanta proteiner som levereras i en adjuvant), såsom Hybrid-1, HyVac4 och M72, och rekombinanta adenovirus såsom Ad35. Vissa av dessa vaccin kan effektivt ges utan nålar, vilket gör dem mer attraktiva i områden där HIV är vanligt. Alla dessa vaccin har framgångsrikt testats hos människor och undergår nu vidare prövning i områden med endemisk tuberkulos. För att uppmuntra fortsatt vaccinforskning studeras nya modeller för finansiering av vaccinutveckling med priser, skatteincitament och förhandsbeställningar. Bill & Melinda Gates Foundation har varit en framträdande förkämpe för utvecklingen av nya tuberkulosvaccin. De tillkännagav 2007 ett bidrag på $200 000 000 för klinisk prövning av upp till sex olika tuberkulosvaccin som är under utveckling.

#### Vaccinering i Sverige
I Sverige var vaccinering med BCG-vaccin tidigare allmänt rekommenderad, men sedan 1975 rekommenderas endast riskgrupper att vaccinera sig. Risken att en frisk person med svensk bakgrund ska smittas i Sverige är liten, så liten att det inte är motiverat att vaccinera sådana personer. De som fortfarande rekommenderas att vaccinera sig är barn och vuxna med bakgrund i länder där tuberkulos fortfarande är vanligt förekommande. 2013 var cirka en fjärdedel av barnen födda 2010 vaccinerade innan två års ålder.

## Epidemiologi

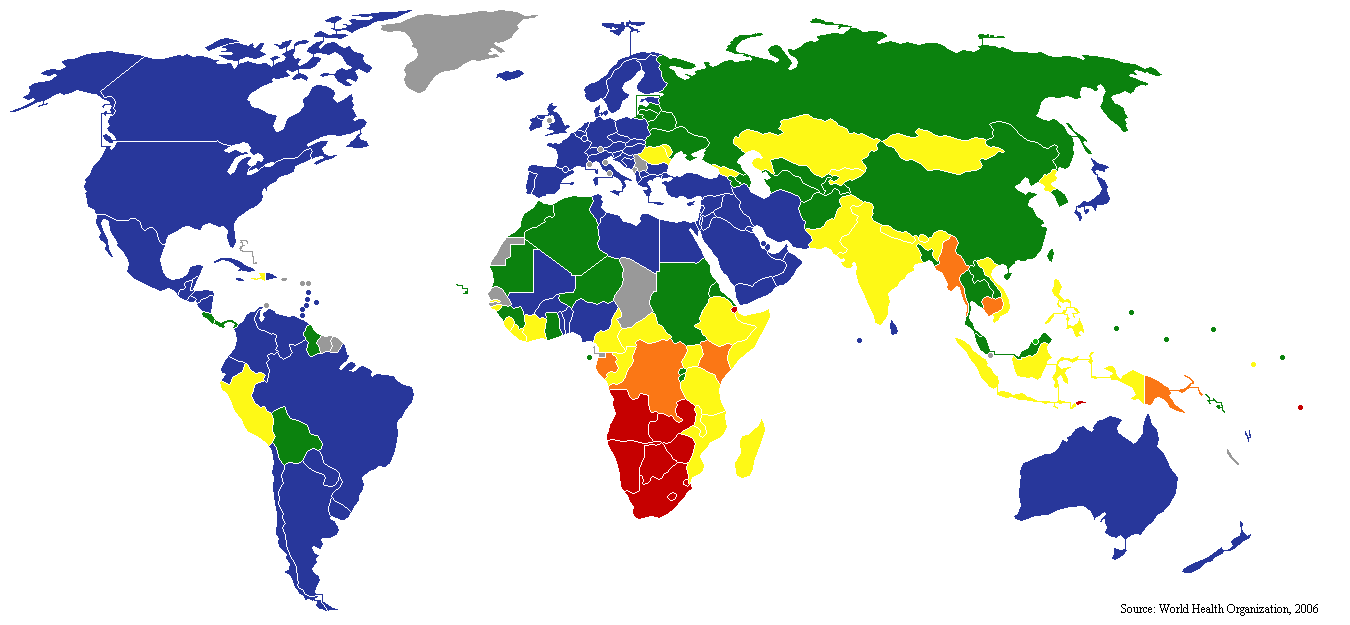
Tuberkulos i världen (fall per 100 000 invånare):
> 300
200–300
100–200
50–100
< 50
Ingen uppgift
Data från Världshälsoorganisationen (2006).

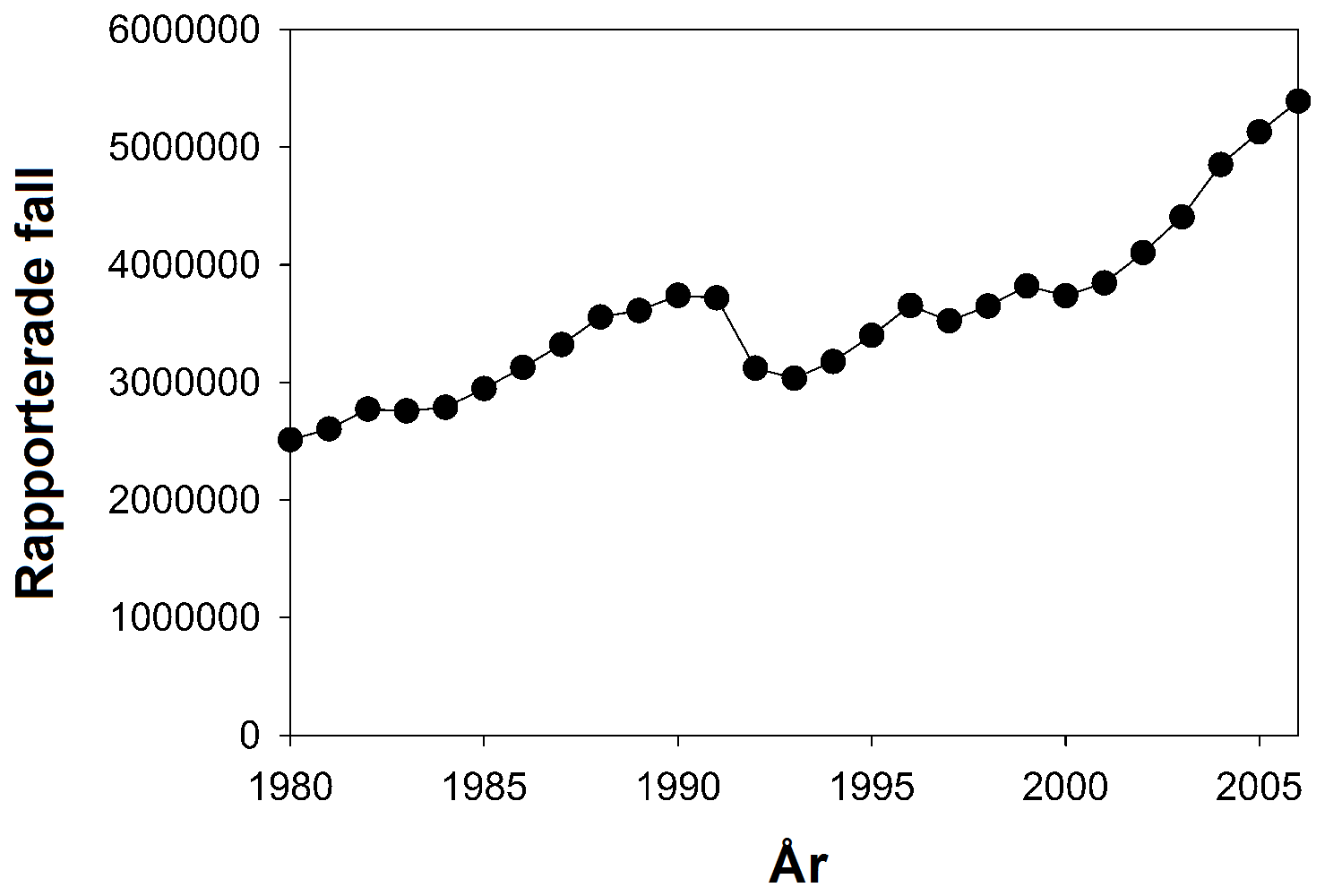
Årligt antal nya tuberkulosfall (data från Världshälsoorganisationen).

Enligt Världshälsoorganisationen är en fjärdedel av världens befolkning bärare av tuberkulossmitta. Årligen insjuknar tio miljoner människor i tuberkulos och 1,5 miljoner dör av sjukdomen i världen. År 2004 hade omkring 14,6 miljoner människor aktiv tuberkulos, med nio miljoner nya fall. Incidenstalet varierar från 356 per 100 000 i Afrika till 41 per 100 000 i Amerika. Tuberkulos är den smittsamma sjukdom som dödar flest kvinnor i reproduktiv ålder och är den ledande dödsorsaken bland människor med HIV/AIDS. Ökningen av antalet HIV-smittade och försummelsen av tuberkuloskontrollprogram, vaccination av nyfödda inte längre rutin i många länder, har fått tuberkulos att åter öka kraftigt efter årtionden av nedgång. Uppkomsten av antibiotikaresistenta stammar av bakterierna har också bidragit till denna nya tuberkulosepidemi, med 20 procent av fallen resistenta mot standardbehandling och två procent resistenta även mot reservmediciner. Incidenstalen för tuberkulos varierar stort över världen, ibland även mellan grannländer, uppenbarligen på grund av skillnader i hälso- och sjukvårdssystem.
År 2005 var Swaziland det land som hade högsta incidenstalet för tuberkulos, med 1 262 fall per 100 000 invånare. Indien har det största antalet fall i absoluta tal, med över 1,8 miljoner sjuka. I i-länder är tuberkulos mindre vanligt och är då huvudsakligen ett storstadsfenomen. I Storbritannien varierar incidensen från 40 per 100 000 i London till mindre än fem per 100 000 på sydvästra Englands landsbygd; det nationella genomsnittet är 13 per 100 000. De högsta talen i Västeuropa är i Portugal (31,1 fall per 100 000 år 2005) och Spanien (20 fall per 100 000). Det här kan jämföras med 113 per 100 000 i Kina och 64 per 100 000 i Brasilien. I USA var motsvarande siffra 4,9 per 100 000 år 2004. I Kanada är tuberkulos fortfarande endemiskt i delar av Manitoba. I både Sverige och Finland låg incidenstalet på 6 per 100 000 år 2005. Tuberkulosförekomsten varierar med ålder. I Afrika drabbar tuberkulos främst ungdomar och unga vuxna. I länder där tuberkulos har bringats under kontroll på senare år, såsom USA, är tuberkulos däremot främst en sjukdom hos äldre eller personer med nedsatt immunförsvar.
Det finns ett antal kända faktorer som gör människor mer mottagliga för tuberkulossmitta och den viktigaste av dessa är HIV. Saminfektion med tuberkulos och HIV är särskilt ett problem i subsahariska Afrika, på grund av den mycket höga HIV-förekomsten där. Att röka mer än 20 cigaretter om dagen ökar också risken för tuberkulos med två till fyra gånger. Diabetes är även det en viktig riskfaktor som ökar i betydelsen i utvecklingsländerna. Andra sjukdomar som ökar tuberkulosrisken är Hodgkins lymfom, kroniska njur- och lungsjukdomar, undernäring samt alkoholism. Alkohol- och drogmissbruk är den vanligaste rapporterade faktorn till tuberkulos i USA.
Diet är också en faktor som kan påverka tuberkulosrisken. Till exempel bland indiska invandrare i London befanns hinduer med vegetarisk kost ha en 8,5 gånger ökad risk jämfört med muslimer som åt kött och fisk dagligen. Även om ett orsakssamband inte är bevisat kan den ökade risken tänkas vara orsakad av brist på spårämnen, möjligen järn, B12-vitaminer eller D-vitaminer; vidare studier har givit mer belägg för ett samband mellan D-vitaminbrist och tuberkulosrisk. Globalt bidrar den allvarliga undernäringen i många utvecklingsländer till en kraftigt ökad risk att utveckla aktiv tuberkulos på grund av att undernäringen försvagar immunsystemet. Tillsammans med trångboddhet kan undernäring bidra till det starka samband mellan tuberkulos och fattigdom som observerats.